# نیروگاه حرارتی سهند بناب
نیروگاه حرارتی سهند بناب (استان آذربایجان شرقی، در کیلومتر ۷ جاده بناب – تبریز در مجاورت روستای شورگل)، یکی از نیروگاه‌های ایران از نوع حرارتی با ظرفیت تولید ۶۵۰ مگاوات است که شامل ۲ واحد بخار ۳۲۵ مگاواتی است.
سوخت اصلی نیروگاه سهند گاز طبیعی و سوخت پشتیبان مازوت است. این نیروگاه مجهز به ۲ عدد برج خنک‌کن خشک (هلر) است.
تجهیزات این نیروگاه شامل بویلر، توربین و ژنراتور آن ساخت شرکت شانگهای الکتریک چین می‌باشد.
این نیروگاه تحت پوشش شرکت مدیریت تولید برق آذربایجان شرقی است.
این نیروگاه در زمان ریاست جمهوری سید محمد خاتمی و وزارت حبیب‌الله بیطرف افتتاح شد.